# Joseph Ndandarika
   Joseph Ndandarika fue un escultor de Zimbabue, conocido por sus obras figurativas, que nació el año 1941 y falleció en mayo de 1991.

## Datos biográficos
Miembro de la tribu Shona , Ndandarika era el nieto de un respetado n'anga , y pasó algún tiempo como su aprendiz antes de convertirse en escultor. Se unió al Taller de Escultura de Frank McEwen en Harare en 1962, comenzando como pintor antes de pasar a la escultura. Estuvo casado durante un tiempo con la escultora Locardia Ndandarika , y sus hijos Ronnie Drigo y Virginia Ndandarika son también artistas. Ndandarika también trabajó como maestro y mentor de varios artistas, incluyendo a Jonathan Mhondorohuma . 